# Johnnie Krigström
Kjell Jonny "Johnnie" Krigström (tidigare Nilsson), född 14 juli 1973 i Visby, Gotland är programledare och målare känd för inredningsprogrammen Roomservice, Sofias Änglar och Stugdrömmar i Kanal 5. Krigström deltog även tillsammans med Mattias Särnholm i programmet Hello Africa i Kanal 5, där de byggde ett barnhem åt tretton barn i Awassa i Etiopien.
2010 blev Krigström hedersledamot av Gotlands nation i Uppsala.
Johnnie Krigström är bosatt på Lidingö utanför Stockholm.